# Perbandt (Adelsgeschlecht)

Wappen derer von Perbandt

Die Familie von Perbandt ist ein altpreußisches Uradelsgeschlecht. 

## Geschichte
Die Perbandt waren ein im Samland ansässiges Edelgeschlecht, das ursprünglich nach seinen Stammsitzen Quedenau und Windekaym genannt wurde und vor der Unterwerfung durch den Deutschen Ritterorden keinem Lehnsherrn unterstand. Der erste urkundlich nachweisbare Familienangehörige war Sklode de Quedenau, nobilis, der etwa von 1200 bis 1261 lebte. Sein Sohn Nalube von Quedenau, nobilis, wurde erst später, nach dem Tode seines Vaters unterworfen, dessen Brüder und Vettern werden in der Matricula Fischusiana am 25. April 1296 ebenfalls als nobilis erwähnt, hatten sich also bereits mit dem Orden arrangiert und waren dessen Vasallen. Der Nachkomme Sklodes, Slobote, wird im Urkundenbuch des Bistums Samland als dominus bezeichnet.  Spätestens seit 1261 stand dem Geschlecht die Hohe Gerichtsbarkeit zu.  Die sichere Stammreihe beginnt mit Perbandt von Windekaym, urkundlich 1335–1395, der seit 1363 mit dem Windekaymer Wappen siegelte.
Die Familie war vor allem in Ostpreußen, im 18. Jahrhundert auch in Pommern begütert.
in Ostpreußen
Ober Alkehnen, Ekritten, Kanthen, Pluttwinnen, Pokarben und Schlössrhöfen im Kreis Fischhausen, Awecken, Einhöfen, Grosehnen, Heiligenwalde, Hoffen, Inden, Krossen, Nauthen, Schönfließ und Wolfs im Kreis Preußisch Holland, Albrechtshof, Barthen, Behlacken, Biothen, Canditten, Eichen, Ellerlack, Falkenhorst, Garbeninken, Glücklack, Gubehnen, Kapkeim, Kirkenau, Kremitten, Groß und Klein Langendorf, Podewitten, Podollen, Pomedien, Schalwinen, Schiewenau, Tarse und Thulpörschken im Kreis Wehlau, Bonslack mit Knycken, Grabnicken und Vogelsang im Kreis Preußisch Eylau, Dietrichsdorf im Kreis Neidenburg, Engelwalde und Thalbach im Kreis Braunsberg, Nohnen, Sauerschienen und Wöterkeim im Kreis Friedland, Plenkitten, Plössen und Simmnau im Kreis Mohrungen, Pomehnen, Trutenau und Vogelsang im Kreis Königsberg, Rohdehlen, Senlack und Windkaim im Kreis Rastenburg, Karpinnen und Teschenwalde im Kreis Johannisburg sowie Rosenberg im Kreis Gerdauen
in Pommern
Flakensee im Kreis Saatzig und Korkenhagen im Kreis Naugard
in Westpreußen
Märkisch Friedland, im Kreis Deutsch-Krone

## Wappen
In Gold ein aufgerichteter schwarzer Bär mit goldenem Halsband, begleitet von einem ihm zugekehrten kleineren schwarzen Bären ohne Halsband. Auf dem Helm mit schwarz-goldenen Decken ein mit einer goldenen Kette an einen gestümmelten Baumstamm gefesselter aufgerichteter schwarzer Bär.

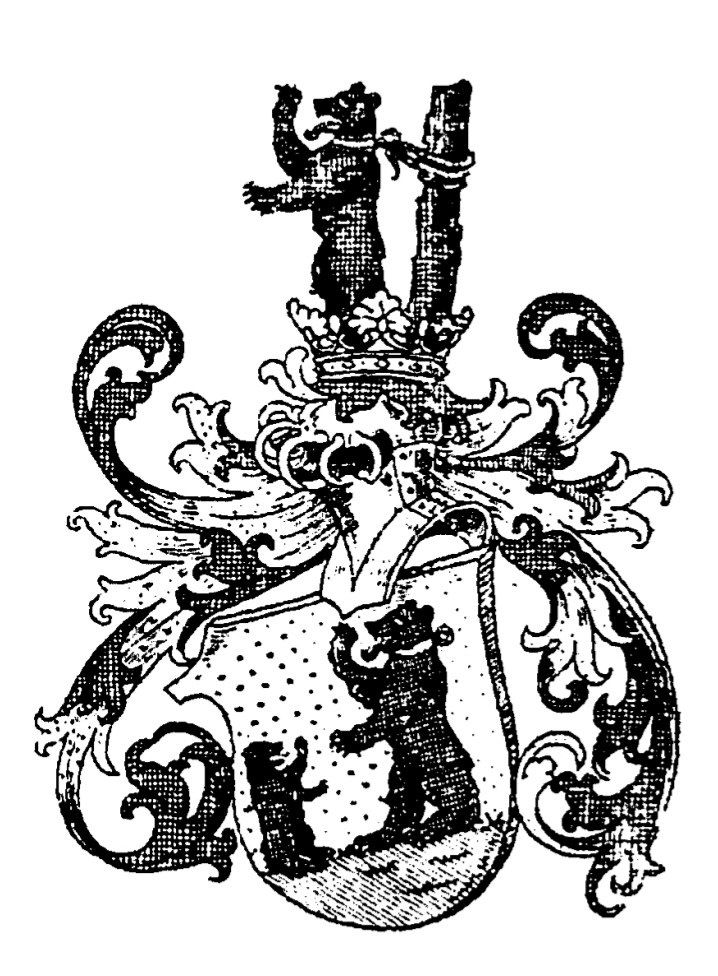
Wappen derer von Perbandt, gezeichnet von Adolf Matthias Hildebrandt
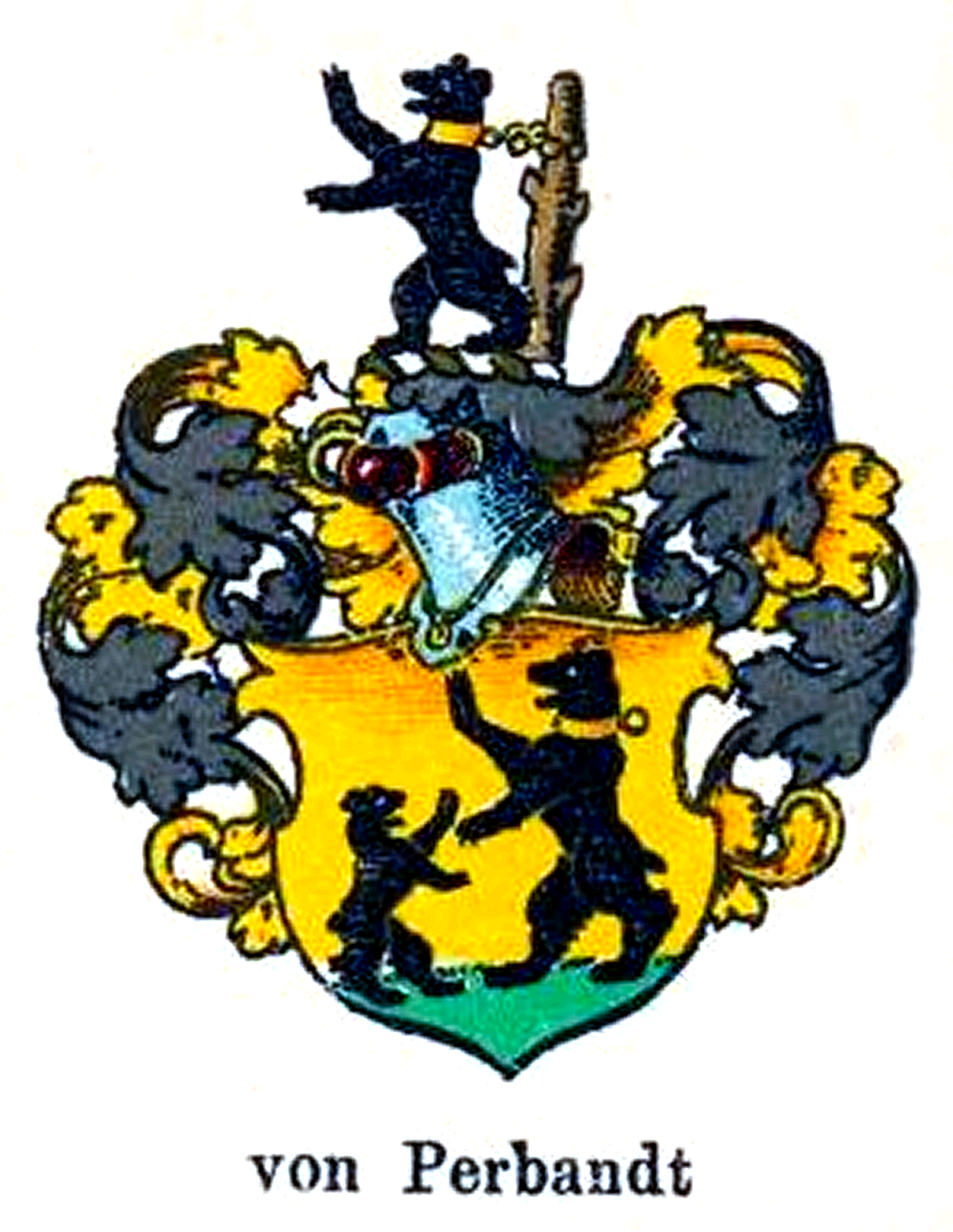
Wappen aus der großen Sammlung von A.M. Hildebrand

## Bekannte Familienmitglieder
- Otto Wilhelm von Perbandt (1635–1706), preußischer Obermarschall
- Otto Wilhelm von Perbandt (1723–1792), preußischer Landrat und Landesdirektor
- Gottfried von Perband (1639–1692), Oberst, kurbrandenburgischer Kammerherr
- Ernst von Perbandt (1773–1848), preußischer Generalmajor, Ritter des Ordens Pour le mérite
- Georg von Perbandt-Windekeim (1825–1907), preußischer Politiker
- Carl von Perbandt (1832–1911), Landschaftsmaler
- Lina von Perbandt (1836–1897), Landschaftsmalerin
- Georg von Perbandt (1845–1906), preußischer General der Infanterie
- Albrecht von Perbandt (1853–1914), Landrat
- Albrecht Georg Ernst Konradin Nalube von Perbandt (1894–1958), Landrat
- Sklode von Perbandt (1902–1983), Ministerialbeamter